# Lucens
Lucens (toponimo francese) è un comune svizzero di 3 445 abitanti del Canton Vaud, nel distretto della Broye-Vully.

## Storia
Nel 2011 Lucens ha inglobato il comune soppresso di Oulens-sur-Lucens e nel 2017 quelli di Brenles, Chesalles-sur-Moudon, Cremin, Forel-sur-Lucens e Sarzens.

### Simboli
Lo stemma di Lucens è documentato per la prima volta nel XVII secolo ma potrebbe essere più antico. Gli smalti sono quelli del vescovado di Losanna (di rosso; al capo d'argento) di cui il paese fece parte per tutto il Medioevo; il sole rimanda al nome di Lucens che in latino significa "brillante".

## Monumenti e luoghi d'interesse

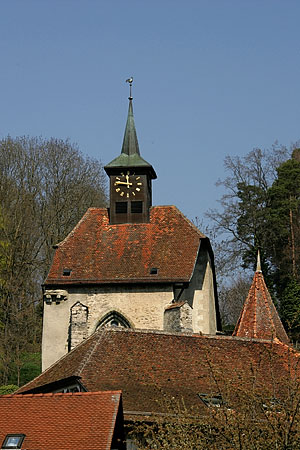
La cappella di Sant'Agnese

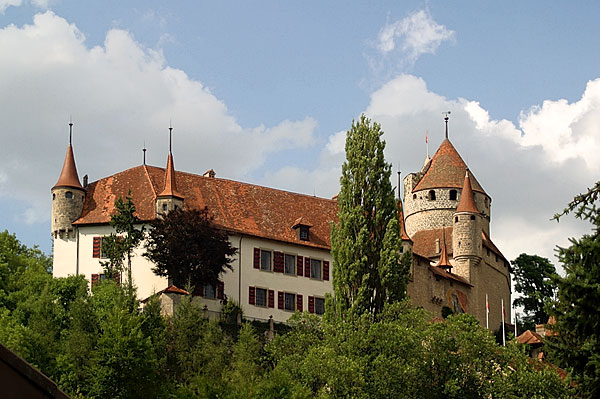
Il castello di Lucens

- Cappella di Sant'Agnese, eretta nel XIV secolo[1];
- Castello di Lucens, eretto nel XII secolo[1].

## Società

### Evoluzione demografica
L'evoluzione demografica è riportata nella seguente tabella:
Abitanti censiti

## Geografia antropica

### Frazioni
- Brenles[6]
- Chesalles-sur-Moudon[7]
- Cremin[8]
- Forel-sur-Lucens[9]
  - Forel-Dessous
  - Forel-Dessus
- Oulens-sur-Lucens[10]
  - La Crause
- Sarzens[11]

## Amministrazione
Ogni famiglia originaria del luogo fa parte del cosiddetto comune patriziale e ha la responsabilità della manutenzione di ogni bene ricadente all'interno dei confini del comune.

## Infrastrutture e trasporti
Lucens è servito dall'omonima stazione, sulla ferrovia Palézieux-Lyss.